# Zero Impunity
Pour plus de détails, voir Fiche technique et Distribution.
Zero Impunity est un film documentaire de Nicolas Blies et Stéphane Hueber-Blies (alias les frères Blies) sorti en 2019. Le film a eu un fort succès en festival et a été sélectionné notamment dans les prestigieux Festival international du film de Thessalonique,  Festival international du film d'animation d'Annecy, Festival International du film de Sao Paulo, Palm Springs International Film Festival, Festival International du film de Guadalajara ou encore au Festival international du film de Moscou. En 2021, le film est nommé aux Trophées Francophones du Cinéma dans la catégorie « Meilleur documentaire ».
Une sortie officielle en France prévue au 10 juin 2020 a été repoussée à une date ultérieure pour cause de COVID-19.

## Synopsis (long-métrage)
Depuis des siècles, les crimes sexuels dans les zones de guerre entraînent des conséquences dévastatrices pour les survivants et leur entourage. Peu d'entre elles ont eu le soutien nécessaire pour briser le tabou et enfin libérer leur parole. Zero Impunity se fait l’écho de leurs voix : qu’elles viennent de Syrie, d’Ukraine, de République Centrafricaine ou des États-Unis, des visages sont posés sur leurs témoignages, des visages qui attestent tous de l’impunité de leurs bourreaux. Zero Impunity est ainsi un cri nécessaire pour sensibiliser l’opinion publique mais surtout aussi une ode à la vie, à l’amour et à l’humanité. Un message d’espoir, pour que les victimes soient enfin entendues.
Le film est la pièce maitresse d'un projet transmédia international dénonçant les violences sexuelles en temps de guerre. Le projet combine cinéma avec journalisme d'investigation (Collectif YouPress) et actions citoyennes (en collaboration artistique avec le vidéaste Olivier Crouzel).
La particularité du film et du type de réalisation que prônent les frères Blies est le mélange des genres leur permettant de revisiter leur propre rapport au réel. Le long-métrage documentaire mixe en effet animation et images réelles. Une véritable valse selon le magazine Cineuropa. Marcel Jean (directeur artistique du Festival de Annecy) estime dans le Film Français que Zero Impunity est "l'exemple parfait de ce que nous voulons faire avec Contrechamp (la nouvelle section compétitive long-métrage)". Le Figaro quant à lui identifie le film comme "un film coup de poing" qui "a laissé Annecy sans voix".

## Genèse
Zero Impunity a été initié et conceptualisé par le duo de réalisateurs - les frères Blies - et Marion Guth (productrice au sein de la société a_BAHN) et entre 2015 et 2016. Ils souhaitaient conceptualiser Zero Impunity comme un outil, comme une « arme pacifique » (citation de Edwy Plenel ) dans le but de faire résonner les voix de survivantes et de survivants et de militantes et de militants qui travaillent sur le terrain à changer les politiques et les mentalités en matière de violences sexuelles dans les conflits armés. Le projet se construit comme un « média agissant» afin de favoriser la libération de la parole et ainsi lutter contre l’impunité,. Après avoir obtenu le soutien financier du Film Fund Luxembourg et du Centre national de la cinématographie (CNC) en France en 2015 avec leur société de production a_BAHN, les concepteurs ont pris contact en 2016 avec le collectif de journalistes YouPress à qui ils proposent de mener le travail journalistique du projet. Les sociétés de production Mélusine Productions, Webspider Productions et Camera Talk Productions rejoignent le projet courant 2016. En novembre de la même année, le premier partenaire presse, le journal indépendant Mediapart se lie au projet. Zero Impunity est lancé le 3 janvier 2017 avec la publication de la première enquête L'ADN de Sangaris dans Médiapart, Internazionale (Italie), InfoLibre (Espagne), Le Desk (Maroc), Inkyfada (Tunisie), Correctiv (Allemagne), Le Jeudi et Tageblatt (Luxembourg).

## Un transmédia à impact social
Le long-métrage documentaire est accompagné d'une campagne digitale articulée autour de 6 enquêtes d'investigations et d'une campagne d'action citoyenne.

### Les enquêtes d'investigations
Marion Guth et les frères Blies ont souhaité explorer avec Zero Impunity la capacité de générer un média total. Les concepteurs du projet ont alors proposé au collectif de journalistes YouPress de collaborer à Zero Impunity en lançant une série originale de 6 investigations traitant du système de l'impunité des violences sexuelles à travers plusieurs terrains de guerre. Le collectif de journalistes, sous la direction de Leïla Minano, a mené l'enquête entre septembre 2016 et novembre 2016. Les enquêtes ont été traduites et publiées en 6 langues auprès de douze partenaires média dont Mediapart en France, Internazionale en Italie, InfoLibre (es) en Espagne, Inkyfada en Tunisie ou encore Le Desk au Maroc. Un livre édité aux Éditions Autrement compile et actualise ces enquêtes .
Les enquêtes publiées sont : L'ADN de Sangaris par Justine Brabant et Leïla Minano  ; Les violences sexuelles comme méthode de torture par Anne-Laure Pineau et Sophie Tardy-Joubert ; Les viols d'enfants, l'autre crime de guerre du régime Assad par Cécile Andrzejewski et Leïla Minano (avec Daham Alasaad)  ; Ukraine : la guerre intime par Ilioné Schultz (avec Marie-Alix Détrie et Maria Varenikova) ; L'ONU, permis d'abuser par Hélène Molinari et Delphine Bauer  ; Les oubliés de la cour pénale internationale par Ariane Puccini (avec Camille Jourdan) .

### Les actions citoyennes
Une campagne citoyenne a été lancée en partenariat avec Change.org autour de plusieurs pétitions . Le concept original de Zero Impunity est de coupler les publications journalistiques avec des pétitions permettant au lecteur d'agir directement à la lecture de l'enquête. Ainsi, au premier semestre 2017, plus de 400 000 signatures sont récoltées. Cette opération permet aux porteurs du projet de toucher de nouvelles audiences et de continuer l'éveil du public à la thématique ,. Les deux principales actions menées sont la mise en place d'un plan de formation obligatoire au sein de l'armée française sur les violences sexuelles en OPEX (opérations extérieures) et la mise en conformité du code criminel ukrainien aux standards internationaux en termes de droits humains (projet de loi défendu par l'activiste ukrainienne Olexandra Matviychuk du Center for Civil Liberties à Kiev).
Les frères Blies en collaboration avec Olivier Crouzel ont « hacké » le 17 juin 2017 plusieurs bâtiments publics à Paris afin d'alerter le président français Emmanuel Macron. Pour cela, un message adressé au président a été projeté en vidéo-mapping sur les façades des bâtiments publics (Les Invalides, l'Assemblée Nationale, le ministère des Armées et le ministère Des Affaires Étrangères). La vidéo issue de cette performance est diffusée sur les réseaux sociaux . Les frères Blies sont reçus par le ministère des Armées en 2018 afin de discuter de la possibilité de mettre en place un plan de formation au sein des écoles militaires française. Mais l'entretien se solde par un échec. L'armée française se montrant peu encline aux changements . Du côté ukrainien, après trois années de combat, Olexandra Matviychuk et son équipe du Center for Civil Liberties, avec le soutien de la communauté de Zero Impunity ont obtenu la validation du projet de loi en première lecture au parlement ukrainien ,.

## Fiche technique
Principaux éléments de la fiche technique : 
- Titre : Zero Impunity
- Auteurs : Nicolas Blies et Stéphane Hueber-Blies (aka les frères Blies)
- Réalisation : Nicolas Blies et Stéphane Hueber-Blies (aka les frères Blies)
- Co-réalisation animation : Denis Lambert
- Journalistes YouPress : Leïla Minano, Hélène Molinari, Delphine Bauer, Cécile Andrzejewski, Sophie Tardy-Joubert, Justine Brabant, Ariane Puccini, Ilioné Schultz, Anne-Laure Pineau
- Collaboration artistique : Olivier Crouzel
- Montage : Aurélien Guégan
- Sound design : Mélissa Petitjean
- Musique : Holland Andrews
- Producteurs : Marion Guth, Stéphan Roelants, François Le Gall, Louise Génis-Cosserat
- Sociétés de production : a_BAHN (Luxembourg), Mélusine Productions (Luxembourg), Webspider Productions (France)
- Avec le soutien de : Film Fund Luxembourg, CNC (Centre National de la Cinématographie)
- Budget : 2 millions d'euros
- Pays d'origine : Luxembourg
- Langue : français, anglais, arabe, ukrainien
- Format : couleur - 1.85
- Genre : film d'animation documentaire
- Durée : 1 h 33 min
- Dates de tournage : 2017, 2018
- Lieux de tournage : France, États-Unis, Ukraine, Jordanie
- Dates de sortie au cinéma :
  - France : 10 juin 2020 (Sortie actuellement repoussée à cause de la crise sanitaire liée au COVID-19)

## Distinctions
Zero Impunity remporte le FIPA D'OR 2017 SmartFipa à Biarritz ,.
Le film remporte le Prix du Public du Meilleur documentaire politique au Festival du Film Politique de Porto Vecchio ainsi que le Prix du Meilleur Long-métrage lors du 15ème Festival International du Film de Bucarest.
Il a fait sa première mondiale en mars 2019 au Festival international du film de Thessalonique (Grèce), avant d'être en compétition officielle au Festival international du film d'animation d'Annecy (France) . Depuis sa sortie le long-métrage circule dans de nombreux festivals internationaux. En 2021, le film est nommé aux Trophées Francophones du Cinéma dans la catégorie "Meilleur documentaire".
- Festival international du film de Thessalonique (Grèce)
- Festival International du Film de Palm Springs (USA)[36]
- Festival international du film francophone de Namur (Belgique)
- Festival international du film de Moscou (Russie) [37]
- Festival international du film de Kiev - MOLODIST (Ukraine) [38]
- Festival International du film d'animation d'Annecy (France) [35]
- Mostra de Valence (Espagne)
- Festival International du film de Guadalajara (Mexique)
- Festival International du film de Amiens (France)
- Festival international du film de Sao Paulo (Brésil)
- Festival de Cinéma de la Ville de Québec (Canada)

Zero Impunity a fait l'objet de nombreuses conférences dont celle à Austin (USA) durant le festival SXSW (Storytelling x Civic Tech = Social Impact) . D'autres conférences ont eu lieu comme Les violences sexuelles dans les conflits armés en présence du docteur Denis Mukwege (prix Nobel de la paix 2018) à l'université d'Angers ou encore à l'évènement international organisé par la Grande-Duchesse du Luxembourg Stand Speak Rise Up (Luxembourg) .

## Critiques
Le film a été particulièrement remarqué lors du festival d'animation d'Annecy comme le fait remarquer le journaliste Nicolas George dans la Chronique Culture sur TV5 .
- Le Figaro "Avec Zero Impunity, les frères Blies et leurs collaborateurs mettent le doigt sur un sujet d'actualité grave. Leur caméra et leurs coups de crayon reflètent l’horreur qui se déroule parfois à quelques heures d’avion de nos foyers. On retiendra également les fortes images des dernières séquences du film, appel à la solidarité doublé d’un cri bouleversant d’humanisme"[43]
- Écran Noir "...un film indispensable, pensé avant tout comme un plaidoyer puissant et habité" [44]
- Le Soir "Stéphane Hueber-Blies forme avec son frère Nicolas un duo d'auteurs/réalisateurs œuvrant dans ce qu’ils appellent le cinéma d’impact social. L’impact de leur dernier film en date, c’est celui d’un coup de poing dans le plexus." [45]
- Cineuropa "... the genius of zero impunity lies in its waltz between real-life shots and animation" [46]
- ScreenDaily "Activism and animation make formidable allies in zero impunity ...a wide- ranging, eye-opening film" [47]
- The Hollywood Reporter "Zero impunity (...) does an important job in creating public awareness of an issue that definitely needs more attention" [48]
- Variety "An ambitious animated documentary film" [49]
- De FilmKrant "een creatief vormgegeven manifest" [50]
- Le Film Français "l'impact du cinéma au service de l’activisme" [51]
- Film Rezensionen "Bild entsteht: Zero Impunity verfehlt seine Wirkung nicht, das Publikum aufzurütteln und zu sensibilisieren" [52]
- Première "Impressionnant"[53]